# Romeo Travis
Romeo Travis (Akron, Ohio, SAD, 10. prosinca 1984.) je američki profesionalni košarkaš koji trenutno igra za KK Zadar u ABA ligi.